# 기욤 브뢴

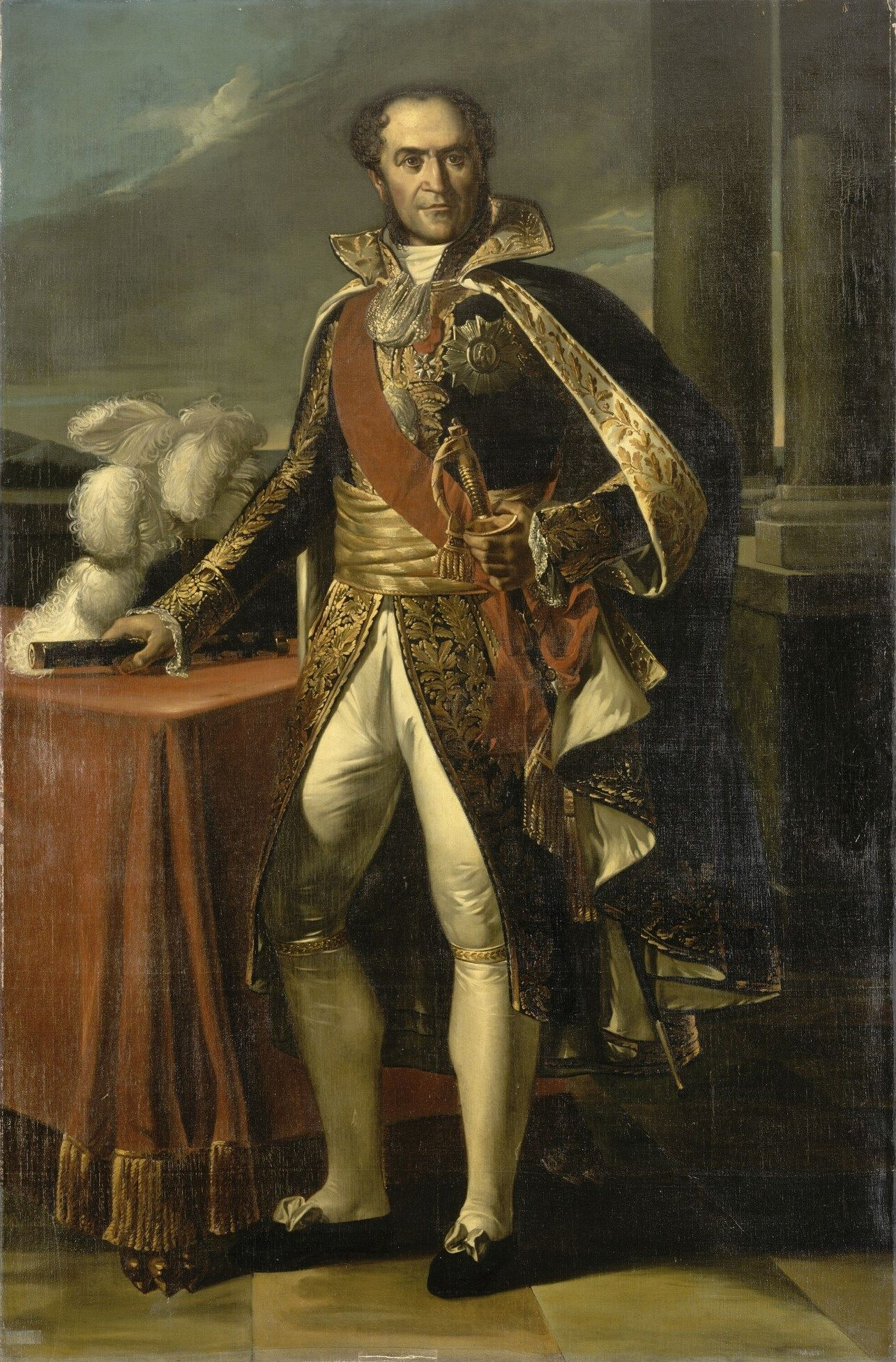
기욤 마리 안느 브륀

기욤 마리안 브륀(Guillaume Marie-Anne Brune, 1763년 3월 13일 프랑스 브리브라가야르드 ~ 1815년 8월 2일 프랑스 아비뇽)은 프랑스 나폴레옹 시대의 원수로 처음에 문필활동에 뜻을 두어 프랑스 파리에서 혁명지도자 조르주 당통과 친교를 맺고 소책자를 내주었다.
뒤이어 북부군 숙청작업 책임위원이 되었고 공포정치체제의 관리들을 보르도로 이송하는 임무를 맡았다. 1792년 왕비 마리 앙투아네트의 절친한 친구 랑발 부인 살해사건에 연관되어 죽임을 당하는 이유가 되었다.
파리에서 폴 바라스 및 나폴레옹 보나파르트와 함께 일했고 1797년 이탈리아에서 3개월간 복무한 후 사단장이 되었다.
바라스는 브륀의 힘을 빌어 헬베티아 공화국과 주기 치살피나, 바타비아 공화국을 프랑스에 복속시켰다. 1799년 9 ~ 10월에는 네덜란드 베르헨 전투와 카스트리큉 전투에서 영국-러시아 동맹군을 무찔렀다.
1800년 12월에는 이탈리아에서 오스트리아와 전쟁을 벌였고 1804년 원수가 되었다. 1807년 슈트랄준트에서 스웨덴을 몰아냈고 1815년 백일천하 때에는 프로방스를 지켰다.
그러나 백일천하의 사태 평정 후 아비뇽에서 성난 군중들에게 습격을 받아 암살당했다.

## 같이 보기
- 개선문에 새겨진 이름들